# Верре-су-Дре
Верре́-су-Дре (фр. Verrey-sous-Drée) — коммуна во Франции, находится в регионе Бургундия. Департамент коммуны — Кот-д’Ор. Входит в состав кантона Сомбернон. Округ коммуны — Дижон.
Код INSEE коммуны — 21669.

## Население
Население коммуны на 2010 год составляло 62 человека.
| 1962 | 1968 | 1975 | 1982 | 1990 | 1999 | 2010 |
| ---- | ---- | ---- | ---- | ---- | ---- | ---- |
| 54   | 47   | 49   | 55   | 66   | 52   | 62   |

## Экономика
В 2010 году среди 38 человек трудоспособного возраста (15—64 лет) 35 были экономически активными, 3 — неактивными (показатель активности — 92,1 %, в 1999 году было 70,6 %). Из 35 активных жителей работали 33 человека (17 мужчин и 16 женщин), безработных было 2 (2 мужчин и 0 женщин). Среди 3 неактивных 1 человек был учеником или студентом, 2 — пенсионерами, 0 были неактивными по другим причинам.